# Biathlon na Zimowych Igrzyskach Olimpijskich 1992 – sztafeta mężczyzn
Biathlonowa sztafeta mężczyzn na Zimowych Igrzyskach Olimpijskich 1992 na dystansie 4 x 7,5 km odbyła się 16 lutego. Była to druga męska konkurencja biathlonowa podczas tych igrzysk. Zawody odbyły się na trasach w Les Saisies, niedaleko Albertville. Do biegu zostało zgłoszonych 21 reprezentacji. 
Tytułu mistrzów olimpijskich nie obroniła reprezentacja ZSRR (na tych igrzyskach startująca jako wspólna reprezentacja), która zajęła drugie miejsce. Nowymi mistrzami olimpijskimi zostali Niemcy, dla których było to pierwsze zwycięstwo olimpijskie w historii. Brązowy medal wywalczyli Szwedzi, dla których był to pierwszy medal w sztafecie od 24 lat (podczas ZIO 1968 reprezentacja Szwecji także zajęła trzecie miejsce).

## Wyniki
| Pozycja | Nr | Reprezentacja                                                                       | Czas                                      | Strzelanie        | Strata   |
| ------- | -- | ----------------------------------------------------------------------------------- | ----------------------------------------- | ----------------- | -------- |
|         | 8  | Niemcy · Ricco Groß · Jens Steinigen · Mark Kirchner · Fritz Fischer                | 1:24:43,5 22:37,4 21:00,9 20:17,5 20:47,7 | 0 0 0             | -        |
|         | 1  | WNP · Walerij Miedwiedcew · Aleksandr Popow · Walerij Kirijenko · Siergiej Czepikow | 1:25:06,3 21:56,3 21:01,2 21:11,7 20:57,1 | 0 0 0             | +54,7    |
|         | 4  | Szwecja · Ulf Johansson · Leif Andersson · Tord Wiksten · Mikael Löfgren            | 1:25:38,2 21:53,3 21:03,1 22:05,5 20:36,3 | 0 0 0             | +54,7    |
| 4       | 3  | Włochy · Hubert Leitgeb · Johann Passler · Pieralberto Carrara · Andreas Zingerle   | 1:26:18,1 22:01,6 21:37,8 21:24,6 21:14,1 | 2 0 0 0 2 0 0     | +1:34,6  |
| 5       | 2  | Norwegia · Geir Einang · Frode Løberg · Gisle Fenne · Eirik Kvalfoss                | 1:26:32,4 22:07,5 21:01,6 21:00,5 22:22,8 | 1 0 0 0 1         | +1:48,9  |
| 6       | 7  | Francja · Xavier Blond · Thierry Gerbier · Christian Dumont · Hervé Flandin         | 1:27:13,3 23:07,6 21:26,4 21:41,1 20:58,2 | 0 0 0             | +2:29,8  |
| 7       | 15 | Czechosłowacja · Martin Rypl · Tomáš Kos · Jiří Holubec · Ivan Masařík              | 1:27:15,7 22:00,5 21:10,2 22:22,6 21:42,4 | 1 0 0 0 1 0 0     | +2:32,2  |
| 8       | 5  | Finlandia · Vesa Hietalahti · Jaakko Niemi · Harri Eloranta · Kari Kataja           | 1:27:39,5 21:36,9 23:17,1 21:24,9 21:20,6 | 1 0 0 0 1 0 0     | +2:56,0  |
| 9       | 6  | Polska · Dariusz Kozłowski · Jan Ziemianin · Jan Wojtas · Krzysztof Sosna           | 1:27:56,7 22:45,6 21:21,0 22:11,2 21:38,9 | 0 0 0             | +3:13,2  |
| 10      | 10 | Kanada · Glenn Rupertus · Jean Paquet · Tony Fiala · Steve Cyr                      | 1:29:37,3 21:58,8 22:49,7 22:00,0 22:48,8 | 0 0 0             | +4:53,8  |
| 11      | 13 | Estonia · Hillar Zahkna · Aivo Udras · Kalju Ojaste · Urmas Kaldvee                 | 1:29:46,1 22:34,3 22:02,0 22:26,6 22:43,2 | 0 0 0             | +5:02,6  |
| 12      | 12 | Austria · Bruno Hofstätter · Egon Leitner · Ludwig Gredler · Franz Schuler          | 1:30:40,7 22:22,8 23:46,9 21:37,9 22:53,1 | 2 0 0 0 1 0 0 0 1 | +5:57,2  |
| 13      | 20 | Stany Zjednoczone · Jon Engen · Duncan Douglas · Josh Thompson · Curt Schreiner     | 1:30:44,0 22:55,1 23:21,2 22:12,0 22:15,7 | 1 0 0 0 1 0 0     | +6:00,5  |
| 14      | 11 | Bułgaria · Krasimir Widenow · Christo Wodeniczarow · Spas Gułew · Spas Złatew       | 1:31:49,6 21:57,1 23:53,5 22:58,8 23:00,2 | 0 0 0             | +7:06,1  |
| 15      | 16 | Węgry · János Panyik · László Farkas · Gábor Mayer · Tibor Géczi                    | 1:32:50,7 21:57,8 23:51,1 24:35,3 22:26,5 | 2 0 0 0 2 0 0     | +8:07,2  |
| 16      | 9  | Łotwa · Oļegs Maļuhins · Aivars Bogdanovs · Ilmārs Bricis · Gundars Upenieks        | 1:33:31,1 24:47,4 22:29,4 23:46,7 22:27,6 | 3 0 2 0 0 0 1 0 0 | +8:47,6  |
| 17      | 17 | Chiny · Tan Hongbin · Tang Guoliang · Wang Weiyi · Song Wenbin                      | 1:33:52,4 23:39,2 23:42,9 22:11,0 24:19,3 | 1 0 0 0 1         | +9:08,9  |
| 18      | 19 | Wielka Brytania · Mike Dixon · Paul Ryan · Kenneth Rudd · Ian Woods                 | 1:34:10,5 24:16,8 23:53,8 24:03,9 25:42,8 | 2 2 0 0 0         | +9:27,0  |
| 19      | 18 | Jugosławia · Mladen Grujić · Tomislav Lopatić · Zoran Ćosić · Admir Jamak           | 1:38:40,2 23:30,2 25:23,3 24:03,9 25:42,8 | 0 0 0             | +13:56,7 |
| 20      | 21 | Słowenia · Uroš Velepec · Sašo Grajf · Jure Velepec · Janez Ožbolt                  | 1:39:03,2 32:15,5 22:26,9 22:05,2 22:15,6 | 6 5 0 1 0 0 0     | +14:19,7 |
| 21      | 14 | Korea Południowa · Kim Woon-ki · Hong Byung-sik · Jang Dong-lin · Han Myung-hee     | 1:47:24,4 27:16,6 25:26,3 27:44,9 26:56,6 | 1 0 0 1 0 0 0     | +22:40,9 |